# Pernis (geslacht)
Pernis is een geslacht van vogels uit de familie van de havikachtigen (Accipitridae). De wetenschappelijke naam van het geslacht is voor het eerst geldig gepubliceerd in 1816 door Georges Cuvier.

## Soorten
De volgende soorten zijn bij het geslacht ingedeeld:
- Pernis apivorus – Wespendief
- Pernis celebensis – Sulawesiwespendief
- Pernis ptilorhynchus – Aziatische wespendief
- Pernis steerei – Filipijnse wespendief